# 선샤인 (2007년 영화)
《선샤인》(영어: Sunshine, Icarus II)은 2007년 개봉한 대니 보일 감독의 미국-영국의 SF 스릴러 영화이다. 태양에 위원한 임무를 수행하러 가는 우주선의 대원들에 관한 내용을 쓴 알렉스 가랜드의 각본을 각색하였다. 2057년 태양이 죽어가면서 지구가 위험에 놓이자, 우주선의 대원들은 맨해튼만한 핵폭탄을 이용해 태양을 되살리려는 임무에 보내진다.

## 줄거리
2057년, 태양은 큐볼(Q-ball)이라는 현상에 의해 태양의 핵융합 반응이 약해지기 시작하고, 이로 인해 시작된 빙하기 현상으로 인류는 멸망의 위기에 처한다. 7년 전, 태양을 살리기 위해 약 1000억 메가톤 규모의 핵폭탄을 실은 '이카루스 1호'가 실종되었고, 인류는 지구상에 남은 우라늄을 비롯한 핵분열 물질을 모두 사용하여, 8명의 대원과 같은 규모의 핵폭탄을 실은 '이카루스 2호'를 보낸다. 이 핵폭탄은 맨해탄 섬과 맞먹는 크기를 자랑한다.
이카루스 2호는 두 기의 태양열 방열막을 적용하였는데, 모두 한 방향으로 향하고 있다. 거주 영역과 페이로드 두 부분으로 되어 있고, 거주 영역은 엔진, 숙소, 산소 정원, 컴퓨터 코어, 대형 방열막으로 구성되어 있다. 페이로드부는 핵폭탄, 부스터, 초대형 방열막으로 되어 있다. 방열막을 방호막으로 삼아 태양에 도착하게 되면 이카루스 2호와 페이로드(핵폭탄을 실은 우주선)을 서로 분리한다. 정확히 4분 후 페이로드의 부스터가 작동하고, 태양의 저밀도 지역에 떨어져서 핵폭탄이 폭발하는 방식으로 큐볼(Q-ball) 현상을 억제하여 태양을 다시 살리는 것이 목적이다. 페이로드의 기폭제는 암흑 물질을 사용한다.
이카루스 2호가 태양에 다가감에 따라, 태양풍에 의해 통신이 불가능한 '데드 존'에 접어들게 된다. 이카루스 2호의 대원이자 물리학자인 로버트 캐파는 지구로의 마지막 영상편지를 보낸다.
이카루스 2호가 수성을 지나갈 때, 통신 담당인 하비는 이카루스 1호로부터의 조난 신호를 감지한다. 메이스는 그들을 구하기 위해 궤도를 바꾸는 것은 인류 전체를 포기하는 행위라고 주장하고, 서릴은 이카루스 1호에 탑재되어 있는 핵탄두의 가치를 주장하며 좀 더 신중하게 결정하자는 입장을 취한다. 설전 끝에, 핵탄두의 폭발 성공 가능성을 물리학자인 캐파에게 자문하기로 한다. 캐파는 태양으로 핵탄두를 떨어뜨리는 시뮬레이션 테스트를 시도해 보는데, 태양에 표면에 다가갈수록 페이로드의 부스터의 가속도와 태양의 중력이 더해져 변수들이 무한에 수렴하고, 시공간이 일그러지는 효과로 인해 시뮬레이션의 신뢰도는 45% 이하로 감소하며 성공률을 알 수 없게 된다. 결국 이카루스 2호는 궤도를 수정하여 이카루스 1호에 가게 된다.
궤도를 수정하는 도중, 트레이가 방열막의 각도를 재조정하지 않아 거대 방열판의 일부 센서와 수압장치가 파손되는 큰 사고가 일어난다. 이를 고치기 위해 이카루스 2호의 선체의 각도를 틀고, 가네다와 캐파가 직접 방열판으로 올라가 수리한다. 대원들은 이카루스 선체의 각도를 트는 대가로 통신 타워 3,4호를 태양풍에 노출시켜 잃을 수 밖에 없었지만 더 큰 문제가 있으므로 기꺼이 받아들인다. 그러나 방열막의 수리가 다 끝나가는 도중, 태양풍에 불탄 통신타워의 잔해들이 산소 정원을 덮치면서 화재가 발생하게 되고, 산소 부족으로 인한 미션 완수 자체가 위험해지게 되자 이카루스 2호의 인공지능이 선체의 각도를 제자리로 돌려놓게 된다. 캐파는 가까스로 목숨을 건지지만, 가네다는 마지막 방열판을 고치고 태양풍을 정면으로 받으며 죽게 된다.
한편, 이카루스 2호는 산소부족으로 1호에 희망을 걸을 수 밖에 없게 되었고, 4명의 대원(하비, 캐파, 서릴, 메이스)이 1호에 가서 탐사를 시도한다, 그들은 그곳에서 숲과 같이 무성하게 자란 산소 정원을 발견하고, 귀환 여행의 희망을 가지게 된다. 그러나 이카루스 1호의 메인프레임이 박살이 나 있었고, 핵탄두를 얻기 위한 시도는 실패한다. 메이스는 1호의 선장이었던 핀베커가 남긴 비디오를 발견한다. 이카루스 1호의 대원들은 태양 관측실에서 모두 불에 탄 시체로 발견되었다.
그때 갑자기 이카루스 1호와 2호를 잇는 도킹이 해제된다. 4명의 대원은 다시 이카루스 2호로 돌아가기 위해 에어락의 기압차를 이용하여 이카루스 2호로 되돌아오지만 하비는 우주공간으로 튕겨져 나가 죽게 되고, 서릴은 에어락을 열기 위해 이카루스 1호에 남아있다가 관측실에서 최후를 맞이한다. 나머지 대원들은 아무런 수확도 얻지 못한 채 불리한 여정을 계속해야 했다.
이제 5명의 이카루스 2호 대원들이 남게 된다: 캐파, 메이스, 트레이, 캐시, 코라존. 그들은 잠시 후 산소가 단 4명의 대원들만으로밖에 충분하지 않다는 것을 알게 되고, 누군가 한 명은 죽어야 된다는 것을 느낀다. 트레이는 죄책감에 결국 자살한다. 핵폭탄 폭발 지점으로부터 19시간이 남은 상황에서 캐파는 혹시나 하는 마음에 이카루스 2호에게 현재의 산소량에 대한 정보를 요구한다. 컴퓨터는 등록되어 있지 않은 나머지 1명이 더 타고 있어서 16시간 안에 죽을 것이며, 그 사람은 관측실에 있다고 이야기한다. 캐파는 그곳에서 핀베커가 아직도 살아 있다는 것을 발견하고 핀베커가 이카루스 1호처럼 임무를 실패하게 하려는 것을 눈치챈다. 그러나 그는 핀베커의 공격에 의해 수술용 메스에 베이고 결국 에어락에 갇힌다.
이때부터 핀베커의 난동이 시작된다. 그는 메인프레임을 냉각수에서 빼내 이카루스 2호의 작동을 멈추고, 산소 정원에서 코라존을 죽인다. 메이스는 메인프레임이 냉각수에서 꺼내져있음을 감지하고 직접 냉각수 안으로 들어가서 패널을 삽입한다. 그러나 마지막 패널을 넣는 순간 발이 패널에 걸려 출혈과 동상으로 죽는다. 캐파는 에어락에 갇혔으나 에어락의 문을 기압차로 폭발, 파괴하는 데 성공하고 이카루스 2호와 페이로드를 수동으로 분리한다. 캐파는 이카루스 2호와 페이로드가 연결되는 문을 열고 페이로드 쪽으로 점프하여 페이로드 문에 도착하게 되는데 이때가 약 2초 남은 시점이었다.(이 장면에서 캐파의 꿈 장면이 나온다. 캐파의 꿈은, 태양의 표면으로 떨어지는 꿈이다.) 페이로드의 부스터가 발진하여 캐파와 페이로드는 태양 표면으로 떨어지게 된다.
캐파는 페이로드의 문을 열고 그곳에서 캐시를 발견한다. 또한 핀베커가 이곳에 타고 있다는 것도 알게 된다. 핀베커는 "7년 동안 신께서 내게 말씀하셨다. 인간을 천국으로 인도하라고 말하셨다"라고 하면서 캐파의 목을 죄어 아래로 떨어뜨리려 하였으나 캐시가 그의 팔을 붙잡고 둘의 힘으로 핀베커의 왼쪽 팔의 피부를 완전히 벗겨 버린다. 그러나 태양의 중력에 의해 아래로 떨어지게 된다. 캐시는 캐파에게 '임무를 끝내'라고 말한 뒤 결국 죽는다. 이제 최후의 생존 대원인 캐파는 폭탄 기폭장치를 들고 태양을 다시 살리기 위해 페이로드 중심부(핵폭발 큐브)로 들어간다. 그곳에서 폭탄 타이머를 25로 맞추고 기다린다.
잠시 후 폭탄에서 암흑 물질이 발화하여 동시다발적으로 반짝거리는 빛이 발생하기 시작하고 페이로드는 태양의 내부 표면에 진입하게 된다. 진입과 동시에 태양 표면이 핵폭발 큐브의 한 면을 뚫고 들어오는데, 동시에 폭탄에서 나오는 빛에 의해 잠시 평형을 이룬다. 이때 캐파는 태양의 아름다움에 반하여 표면을 향해 손을 내민다.
지구에서 캐파의 누나가 아이들이 해돋이를 기다린다. 그들은 캐파가 말한 약속한 날의 아침에 태양을 바라보고 있다. 이윽고 태양이 갑자기 밝아져 얼어붙은 항구와 시드니를 녹일 강한 빛이 비친다.

## 출연
- 킬리언 머피 - 로버트 카파
- 크리스 에번스 - 메이스
- 로즈 번 - 캐시
- 양자경 - 코라존
- 클리프 커티스 - 설
- 트로이 개리티 - 하비
- 사나다 히로유키 - 카네다
- 베네딕트 웡 - 트레이
- 치포 청 - 이카루스
- 마크 스트롱 - 파인베이커
- 파로마 바에자 - 카파의 누나

## 같이 보기
- 항성진화
- 코어 (영화)